# Koji Nakata
Koji Nakata (n. 9 iulie 1979) este un fost fotbalist japonez.

## Statistici
| Japonia | Japonia | Japonia |
| An      | Meciuri | Goluri  |
| ------- | ------- | ------- |
| 2000    | 7       | 0       |
| 2001    | 13      | 0       |
| 2002    | 13      | 0       |
| 2003    | 7       | 0       |
| 2004    | 6       | 2       |
| 2005    | 8       | 0       |
| 2006    | 2       | 0       |
| 2007    | 1       | 0       |
| Total   | 57      | 2       |